# Fragilização por hidrogênio
Fragilização por hidrogênio é o processo que pode afetar vários metais, mais notadamente aço de alta resistência. Os principais efeitos incluem a diminuição da ductilidade, trincas ou até mesmo ruptura.
A fragilização por hidrogênio pode se tornar um problema de engenharia, especialmente no contexto de uma economia do hidrogênio. Entretanto, existem processos comercialmente utilizados e seguros para evitar o enfraquecimento por hidrogênio, globalmente utilizado na indústria.
A fragilização por hidrogênio é também usada para descrever a formação do hidreto de liga de zircônio. Este uso do termo neste contexto é comum na indústria nuclear.